# ホダカ
ホダカ株式会社は埼玉県越谷市に本社を置く自転車および自転車関連用品の開発・輸入・販売を業とする日本の企業。
設立時の商号はホダカ物産株式会社。1998年に台湾の自転車メーカー、ジャイアント・マニュファクチャリングの関連企業になったものの、現在は関係を絶っている。
シティサイクルがメインのMarukin（マルキン）、スポーツバイクのKhodaaBloom（コーダーブルーム）NESTO（ネスト）等のブランドを有する。

## 会社概要
- 設立：1972年（昭和47年）7月18日[1]
- 資本金：1億円
- 従業員数：100名
- 代表取締役会長：山﨑 一
- 代表取締役社長：堀田 宗男
- 本社所在地：埼玉県越谷市流通団地1-1-9

## 沿革

### ホダカ物産株式会社
- 1971年（昭和46年） - 創業。
- 1972年（昭和47年） - ホダカ物産株式会社設立。
- 1998年（平成10年） - ジャイアント・マニュファクチャリングが大株主となる。

### 丸金自転車工業株式会社
- 1932年（昭和7年） - 創業。

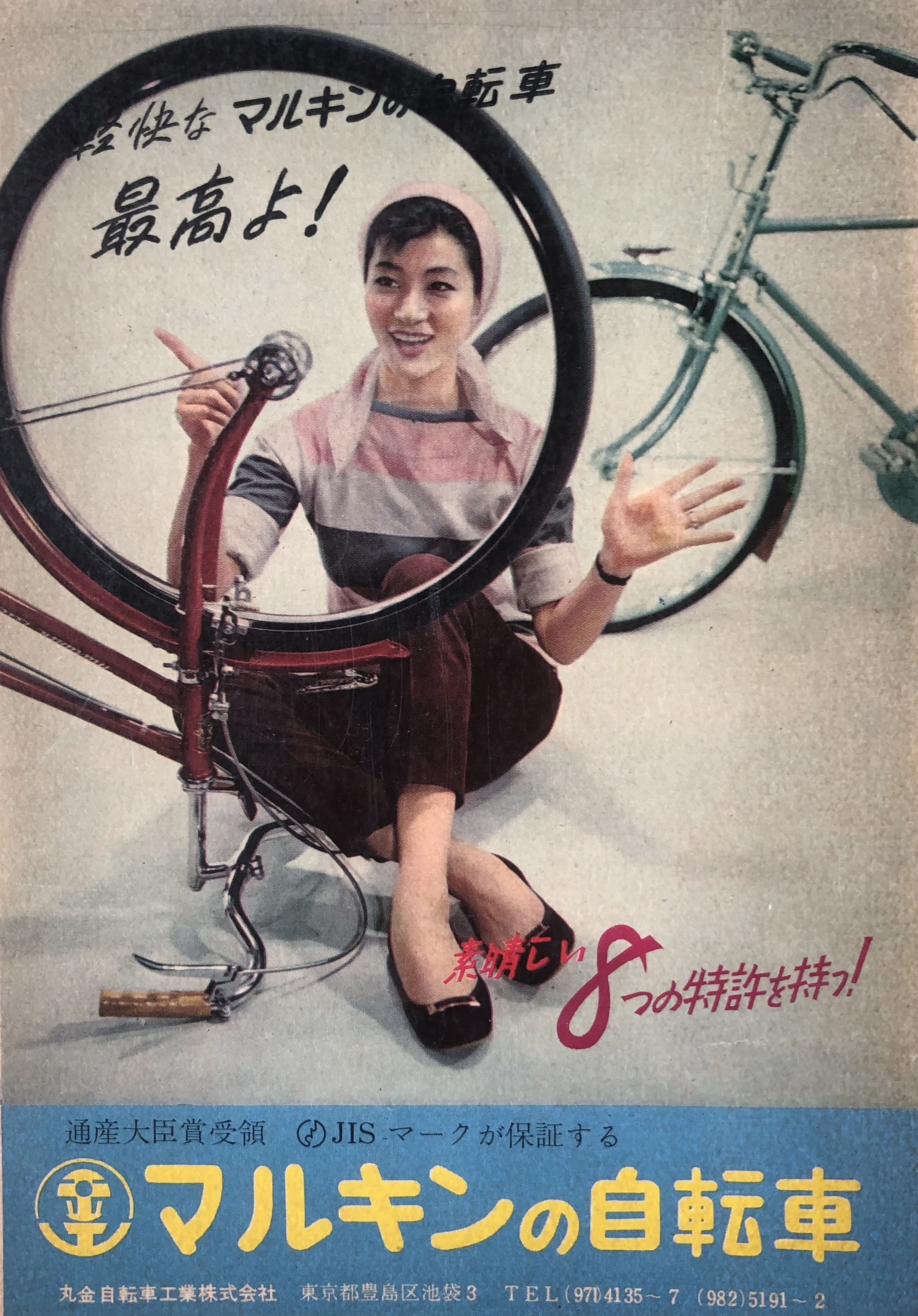
1960年の広告

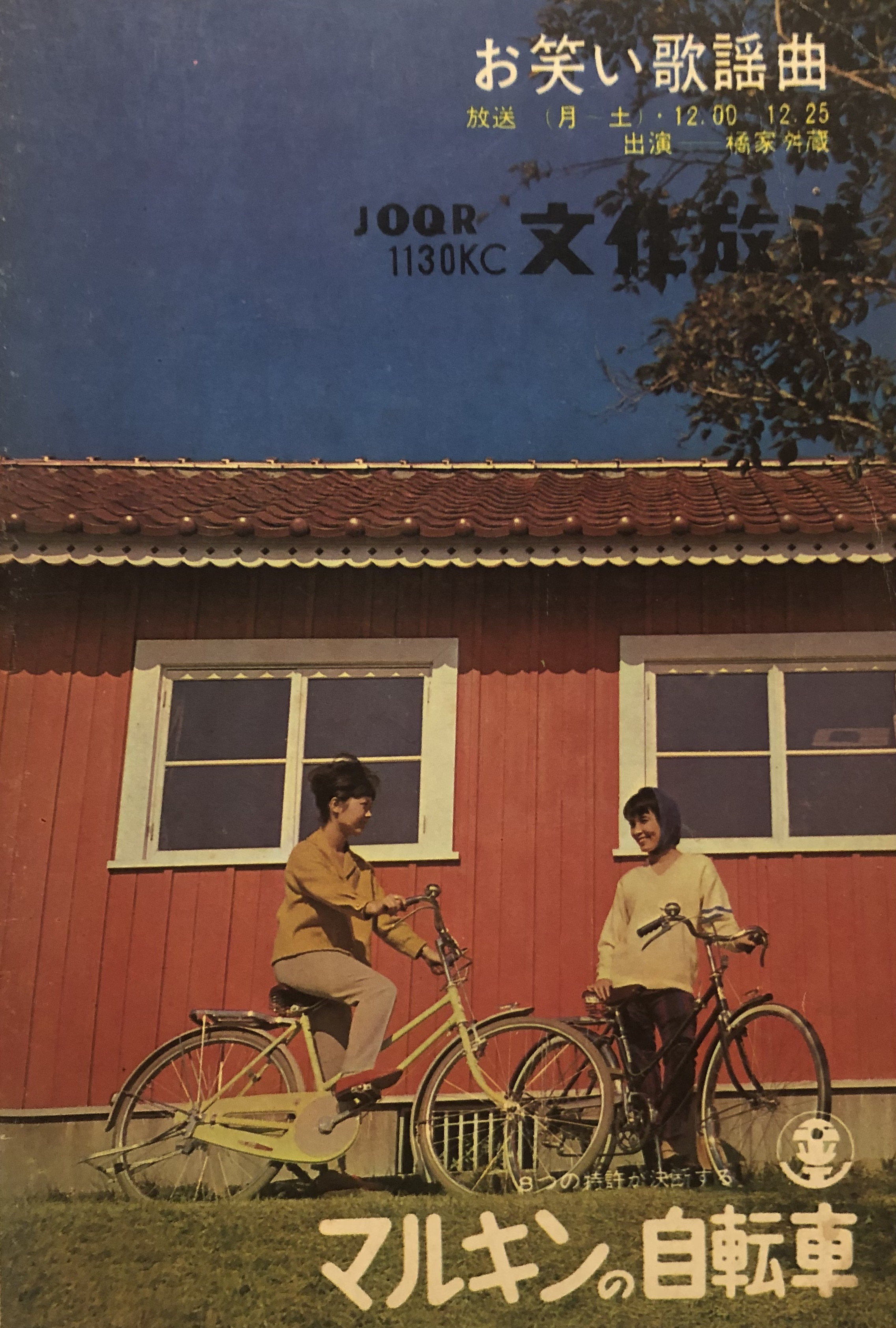
1963年の広告

- 1972年（昭和47年）4月1日 - 本社工場（池袋）を全焼、鈴木自動車工業（現：スズキ）OEM生産分も焼失、約1億円の損失。
- 1973年（昭和48年） - 矢板工場（3万坪）稼動開始。
- 1977年（昭和52年）7月31日付 - 自己破産、整理。ホダカ物産株式会社が商標を買収。

したがって、現在のマルキンブランドは丸金自転車工業が製造しているものではない。

## モデル小説
- 高杉良『勇気凛々』角川書店、1998年。ISBN 4048730657。
  - 高杉良『勇気凛々』角川書店〈角川文庫〉、2000年。ISBN 4041643090。
  - 高杉良『勇気凛々』講談社〈講談社文庫〉、2005年。ISBN 4062752433。

## CMなど
- 文化放送やテレビ埼玉でスポットCMが流れることがある。「マルキン自転車の唄」（作詞・作曲：三木鶏郎、歌唱：楠トシエ）というCMソングがある。文化放送「決定!全日本歌謡選抜」の終了直後にステーションブレイクで必ず流れていた。また、木梨憲武が1984年（昭和59年）に「振り向けば自転車屋」という、その歌詞を含めた歌をとんねるずのアルバム「成増」の中の曲で発表（木梨の実家が自転車屋）。
- 渡辺和博の著書「金魂巻（きんこんかん）」がベストセラーとなった時期、同作から生まれた流行語「マル金（・マルビ）」を使うのに際し放送番組などで前述のCMソングが話のネタに使われたことがある。特に渡辺と親交のあるタモリや所ジョージが好んで使った。一方、関西ではマルキン醤油のCMから生まれた流行語、初代森乃福郎の「何でや、美味しいからだ」が話のネタに使われていた。